# Liblice

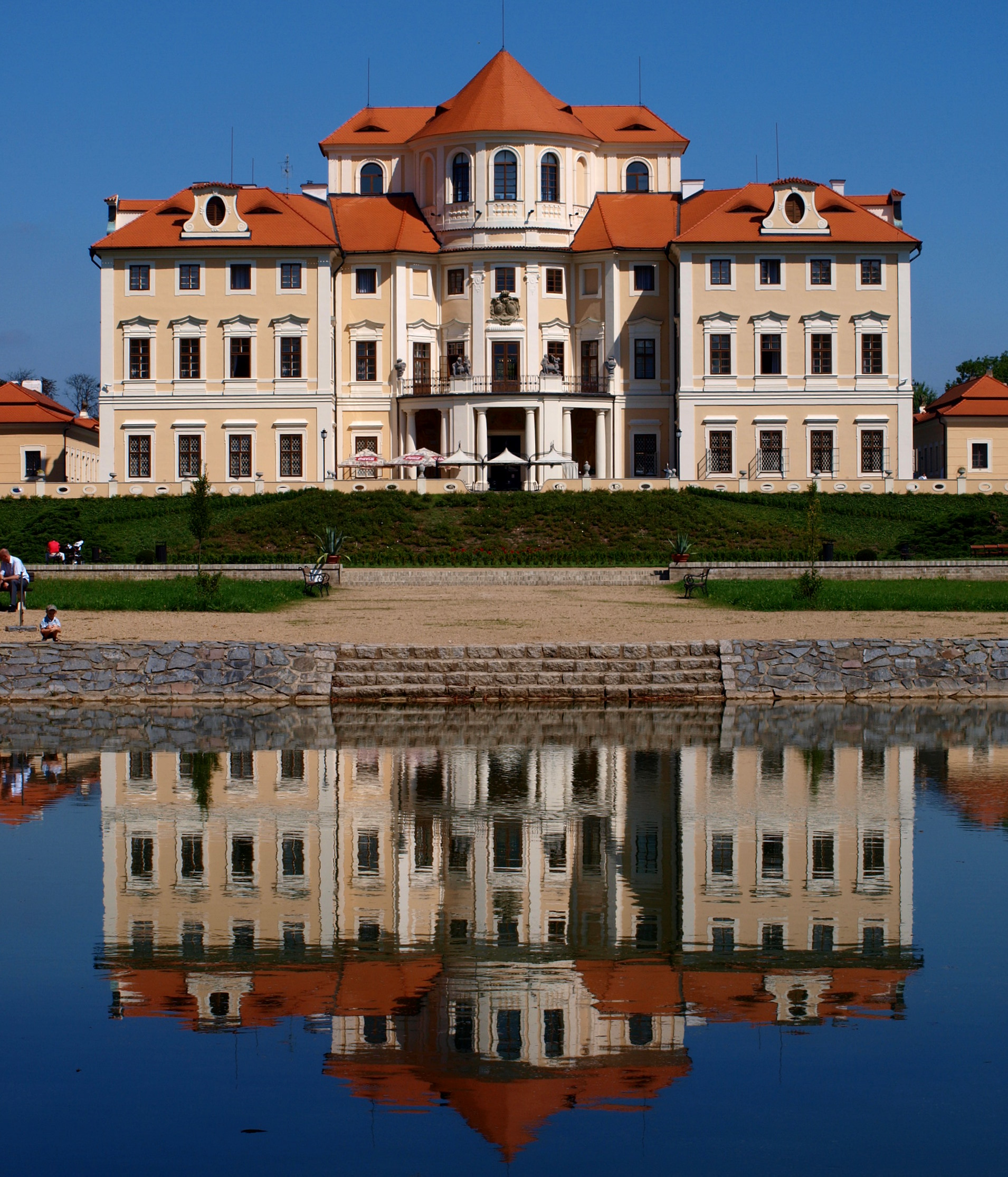
Castelul din Liblice

Liblice este un sat în Boemia Centrală din Republica Cehă. Satul este localizat la 9 km sud-est de Mělník și la 28 km nord-est de Praga. Populația sa în anul 2006 era de 483 locuitori.
Cea mai importantă atracție din zonă este castelul baroc (1699–1706) proiectate de Giovanni Battista Alliprandi pentru contele Arnošt Josef Pachta de Rájov (Graf Ernst Josef Pachta Freiherr v. Rayhofen). Din 1952 castelul este folosit de către Academia Cehă de Științe pentru organizarea de conferințe și ca loc de odihnă și de aceea nu este accesibil publicului sau turiștilor.
În apropiere de acest sat se află importanta antenă RKS Liblice 1.